# Renewal
Pour le trimestriel britannique, voir Renewal (magazine).
Albums de Kreator
Coma of Souls
(1990) Cause for Conflict
(1995)
Renewal est le sixième album studio du groupe de thrash metal allemand Kreator. L'album est sorti en 1992 sous le label Noise Records.
Cet album marque un certain tournant dans le style musical de Kreator. En effet, contrairement aux albums précédents, dans une lignée bien ancrée dans le thrash metal, celui-ci s'avère plus expérimental : au thrash metal traditionnel de Kreator s'ajoutent des éléments de metal industriel (dus à l'aspect très mécanique et aux quelques touches de vocoder), ainsi que des éléments de groove metal (dû à l'aspect plus ralenti de la musique). La voix de Mille Petrozza a elle aussi changé, plus grave et sèche mais gardant cependant toujours son teint saturé.
Il s'agit du dernier album du groupe enregistré avec le bassiste de la formation d'origine, Rob Fioretti.
Les paroles du titre Karmic Wheel traitent du suicide de Budd Dwyer.

## Musiciens
- Mille Petrozza : guitare, chant
- Frank "Blackfire" Gosdzik : guitare
- Rob Fioretti : basse
- Jürgen "Ventor" Reil : batterie

## Liste des morceaux
| No | Titre                 | Durée |
| -- | --------------------- | ----- |
| 1. | Winter Martyrium      | 5:43  |
| 2. | Renewal               | 4:36  |
| 3. | Reflection            | 6:15  |
| 4. | Brainseed             | 3:17  |
| 5. | Karmic Wheel          | 6:06  |
| 6. | Realitätskontrolle    | 1:22  |
| 7. | Zero to None          | 3:12  |
| 8. | Europe After the Rain | 3:19  |
| 9. | Depression Unrest     | 5:05  |